# Никанор Мишков
Никанор Мишков е български православен духовник, архимандрит.

## Биография
Той е роден в София през 1975 година със светско име Христо Мишков. Завършва Международни икономически отношения. Работи като финансов анализатор, брокер и дилър на ценни книжа на NASDAQ в София. работи в едно от най-големите инвестиционни дружества „Карол“, търгува с акции на Уолстрийт.
Служи в манастир „Св. св. безсребърници и чудотворци Козма и Дамян“ в село Гигинци (Софийска епархия), на който е игумен. По негово време манастирът се развива забележително, с помощта на централната власт в лицето на Бойко Борисов, на Цветан Василев, когото изографисват (2012) в манастира като ктитор и първи епитроп заедно с жена му и др.
През 2023 г. се обявява в подкрепа на експулсираните руски шпиони от Руската църква в София –  предстоятеля на Руската православна църква в София архимандрит Вассиан и още двама свещенослужители в храма.
В знак на несъгласие с избора на Даниил за български патриарх, архимандрит Никанор заявява, че напуска Българската православна църква и че „моят патриарх от днес се казва Вартоломей I“. Подава молба до новоизбрания патриарх да бъде освободен като игумен на Гигинския манастир и като клирик на Софийската епархия и на Българската църква, но по-късно я оттегля.